# Philippe Volter
Philippe Volter (Uccle,  23 de marzo de 1959 - Neuilly-sur-Marne,  13 de abril de 2005), era un actor belga; hijo del escenógrafo Claude Volter y de la actriz Jacqueline Bir.

## Filmografía (seleccionada)
- 2005: Bénolo en La gente honrada (Les Gens honnêtes vivent en France), de Bob Decout.
- 1993: Agente estatal en Tres colores: Azul (Trois couleurs: Bleu) de Krzysztof Kieslowski.
- 1991: Alexandre Fabbri en La doble vida de Verónica (La Double vie de Véronique), de Krzysztof Kieslowski.
- 1990: Vicomte de Valvert en Cyrano de Bergerac, de Jean-Paul Rappeneau.
- 1988 : Jean Nilson en El maestro de música (Le Maître de Musique) de Gérard Corbiau.
- 1987: Macduff en el film de la ópera Macbeth de Verdi por Claude d'Anna. Volter fue doblado por  el tenor  Veriano Lucchetti.